# ツヴィッカウ

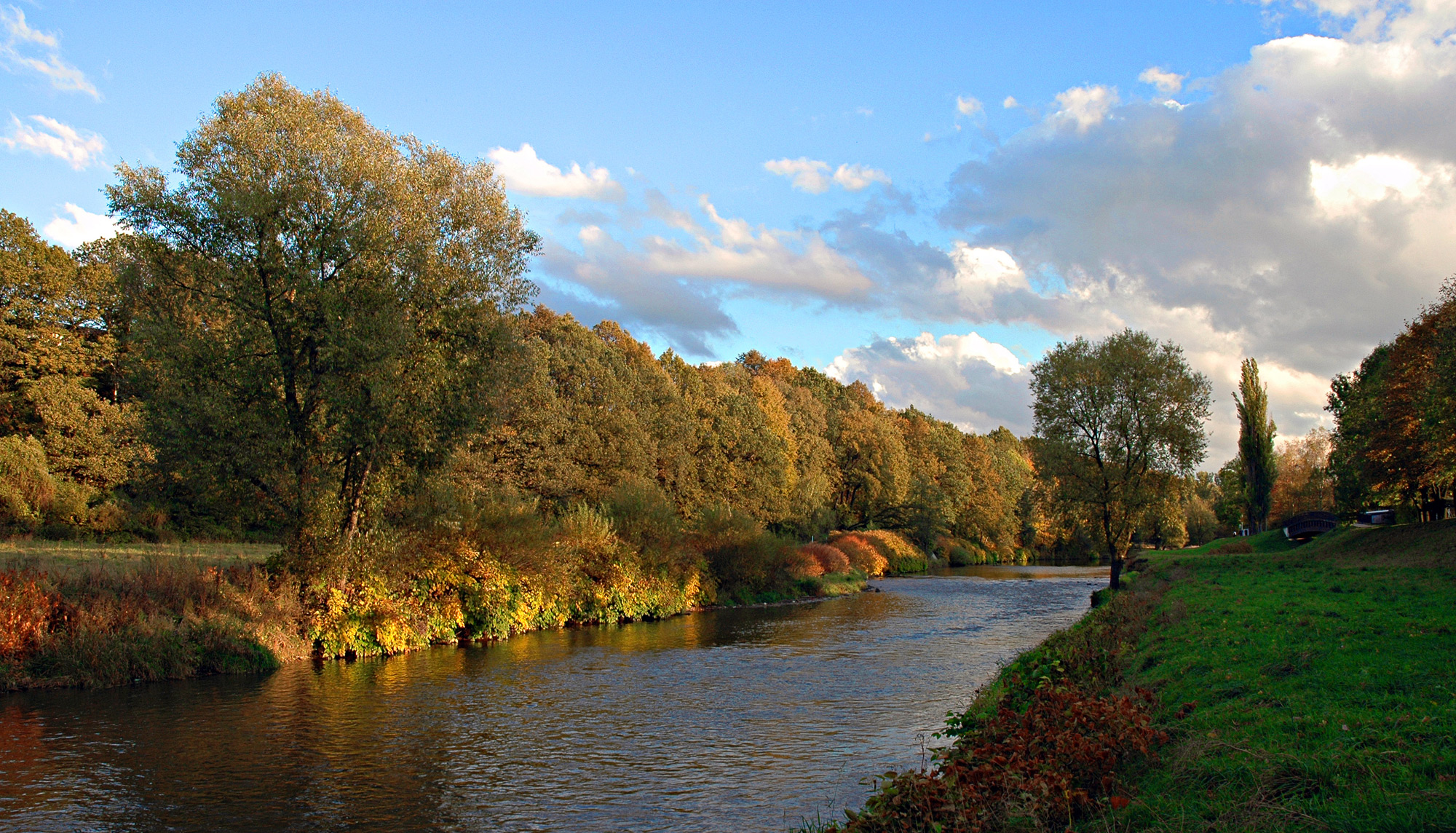
ムルデ川風景

ツヴィッカウ（Zwickau）は、ドイツ連邦共和国のザクセン州（旧ケムニッツ行政管区）に位置する都市。
同州において、ライプツィヒ、ドレスデン、ケムニッツに続いて第4の規模となる都市で、人口は約9万1000人（2015年）。作曲家ロベルト・シューマンの出生地としても知られる。住民は標準ドイツ語の他に、高地ドイツ語のうち上部ドイツ語に属する上部フランケン語（東フランケン語）を使用することがある。

## 地勢・産業
ムルデ川沿いに位置する工業都市。エルツ山地の北麓に位置する。近隣の都市としては、約35キロ北西にケムニッツ、70キロ北にライプツィヒ、60キロ南東にチェコのカルロヴィ・ヴァリが位置している。フォルクスワーゲンのツヴィッカウ工場が立地しており、2022年ではEV専用工場として稼働している。

## 歴史
7世紀初めにはスラブ人により開拓された。ツヴィッカウの名前は、スラブの神スヴァローグのソルブ語派生名であるŠwikawaがゲルマン化したものと考えられている。
13世紀に都市特権を得た。15世紀初頭に火事で一旦壊滅的な打撃を受けたが復興を果たした。
1520年には、マルティン・ルターの推薦を受けたトマス・ミュンツァーが、この街の司祭になっている。
1810年には、ロベルト・シューマンがこの地で生まれた。
第二次世界大戦前は、超高級車メーカーのホルヒが、大戦後は、旧東ドイツ政権下で、この都市を生産拠点としてVEBザクセンリンクがトラバント（東ドイツを様々に象徴する東独製自動車）を盛んに生産した（この2社の生産工場は同じ）。

## スポーツ
FSVツヴィッカウ（FSV Zwickau）が、ツヴィッカウを本拠地とするサッカークラブである。旧東ドイツ時代には、DDRオーバーリーガ（東独1部リーグ）で優勝を果たしたこともある強豪であったが、東欧革命・ドイツ統一後は低迷を余儀なくされた。2005年、4部リーグからランデスリーガ・ザクセン（5部リーグ）に降格したが、1期で4部復帰を果たした。
現在はツヴィッカウの一部分であるプラニッツに、かつてSGプラニッツ（SG Planitz）というサッカークラブがあった。ソ連占領下の1947年から1948年にかけてのシーズンで、ソヴィエト占領地区の優勝を手にした。その後、クラブは統廃合や改名を経て、上述のFSVツヴィッカウへと至った。

## 姉妹都市
- ヤブロネツ・ナド・ニソウ、チェコ
- ザーンスタット、オランダ
- ドルトムント、ドイツ